# Marzęcin (uroczysko)
Marzęcin (do 1945 niem. Marienspring) – uroczysko-dawna miejscowość w Polsce, w województwie lubuskim, w powiecie gorzowskim, w gminie Kłodawa.
Położona na północ od Mironic wieś założona została w 1782 roku. Początkowo znajdowała się w niej kuźnica żelaza, produkująca blachę, pręty i kartacze. W 1835 roku sprzedano ją wytwórcy papieru z Gorzowa Ernstowi Gotthilfowi Rätschowi, który przerobił ją na młyn papierniczy. On to też nadał osadzie nazwę Marienspring, na cześć swojej córki i bijącego tam źródła. W później młyn papierniczy przerobiono na zbożowy, a po przebudowie w 1942 roku mieściły się w nim mieszkania dla robotników leśnych oraz jednoklasowa szkoła.
Wieś została zniszczona pod koniec II wojny światowej. W styczniu 1945 roku w pobliżu Marzęcina Niemcy zastawili zasadzkę na nacierającą kolumnę czołgów Armii Czerwonej. W wyniku błędnego manewru Niemców, wojska sowieckie rozbiły pomimo słabszego uzbrojenia siły nieprzyjaciela, a następnie w odwecie spaliły wieś Marienspring. Pozostałe ruiny rozebrano w 1983 roku.
Polską nazwę Marzęcin wprowadzono urzędowo rozporządzeniem Ministrów Administracji Publicznej i Ziem Odzyskanych z dnia 9 grudnia 1947 roku. Obecnie na terenie po dawnej wsi znajduje się zachowany pomnik upamiętniający mieszkańców Marienspring poległych podczas I wojny światowej, lapidarium utworzone z nagrobków dawnego cmentarza niemieckiego oraz tablica pamiątkowa ku czci 9-letniej Eriki Sommerfeld, która zginęła w jednym z domów po podpaleniu wsi przez Sowietów.